# Den bedste sommer
Den bedste sommer er en svensk-dansk dramedyfilm fra 2000 instrueret af Ulf Malmros. I hovedrollerne ses blandt andre Kjell Bergqvist, Anastasios Soulis og Cecilia Nilsson.

## Handling
I sommeren 1958 skal en 10-årig dreng og pige være sommerferiebørn ude på landet. De bliver indlogeret hos den lokal bedemand der bor som ungkarl. Han forsøger sig med nogle forskellige regler, samtidigt med at børnene gør oprør mod disse regler spirer kærligheden mellem dem. De finder også en kæreste til bedemanden, men deres lykke trues da myndighederne vil sende børnene retur til storbyen.

## Medvirkende (i udvalg)
- Kjell Bergqvist som Yngve Johansson
- Rebecca Scheja som Annika
- Anastasios Soulis som Mårten
- Cecilia Nilsson som Ulla Svanström
- Brasse Brännström som Sven
- Marcus Hasselborg som Harald
- Göran Thorell som Erik Olsson
- Ann Petrén som fru Ljungberg
- Anna Kristina Kallin som sygeplejerske
- Jerker Fahlström som budbringer